# سارا خورخي
سارا خورخي (بالإنجليزية: Sara Jorge)‏ هي مغنية وكاتبة غنائية بريطانية، ولدت في 31 أغسطس 1978.

## وصلات خارجية
- الموقع الرسمي
- سارا خورخي على موقع ميوزك برينز (الإنجليزية)
- سارا خورخي على موقع ديسكوغز (الإنجليزية)